# Franz Böhm
Franz Böhm (nascido em 1999) é um diretor e produtor de cinema britânico alemão vencedor do BAFTA.

## Biografia
Böhm nasceu em 1999 em Stuttgart, Alemanha. Quando tinha onze anos, seu pai morreu em um acidente de moto. Ainda jovem, Böhm começou a trabalhar em vários filmes e comerciais como assistente de produção. Aos 16 anos, dirigiu seu primeiro curta-metragem, Harmony of Others, que explora as interações de jovens de diferentes origens sociais. Isso foi seguido em 2017 pelo documentário ficcional de média-metragem Christmas Wishes, que conta as histórias de dois moradores de rua em Berlim. Para o filme, Böhm passou uma semana morando com moradores de rua. O projeto abriu o BW Youth Film Award de 2017 e ganhou elogios em vários festivais de cinema.
Böhm fez sua estreia internacional em 2019 com o curta-metragem Good Luck. O filme estreou no British Independent Film Festival 2019, onde ganhou o prêmio de "Melhor Cinematografia”. Ele fez sua estreia no cinema em 2021 com o documentário Dear Future Children. O filme ganhou o Prêmio do Público em sua estreia mundial no Max Ophüls Prize Film Festival e em sua subsequente estreia na Suíça no International Film Festival and Forum on Human Rights, estabelecendo vários recordes no processo. O filme de 89 minutos também foi indicado em vários dos maiores festivais internacionais de documentários do mundo, incluindo o CPH:DOX. No Hot Docs International Film Festival, o filme ganhou o prêmio do público. O filme se concentra no tema do ativismo jovem e internacional por meio das experiências de três ativistas de Hong Kong, Uganda, e Chile. O projeto foi financiado por meio de uma campanha no Kickstarter.com, que arrecadou € 22.039 de 391 apoiadores.
Em 2022, Böhm se tornou o diretor mais jovem a ganhar o Prêmio do Público e o Grande Prêmio no German Documentary Film Award.
Böhm concluiu seu mestrado em direção na Escola Nacional de Cinema e Televisão em Beaconsfield, Inglaterra. Seu filme de formatura, Rock, Paper, Scissors, venceu na categoria Melhor Curta-Metragem Britânica no BAFTA Awards de 2025. Ele é baseado na história real de um jovem soldado ucraniano que Böhm conheceu no Reino Unido. O filme é estrelado pelo ator ucraniano Oleksandr Rudynskyi. Uma produção britânica, Rock, Paper, Scissors estreou no Show Me Shorts Film Festival na Nova Zelândia em 13 de outubro de 2024, um festival qualificado para o Academy Award®. Mais tarde, ele foi exibido em vários festivais internacionais de prestígio, incluindo o British Urban Film Festival, o Aesthetica Film Festival, o Cambridge Film Festival e o Norwich Film Festival no Reino Unido. Ele também ganhou reconhecimento no St. Louis International Film Festival, nos Estados Unidos, onde foi indicado ao Prêmio do Público de Melhor Curta-Metragem de Ação ao Vivo, outra categoria qualificada para o Oscar.